# Inwendige condensatie
Inwendige condensatie treedt op als waterdamp in een constructie condenseert, bijvoorbeeld in muren, daken of vloeren. Naast inwendige condensatie kan er ook oppervlaktecondensatie optreden. Condensatie kan leiden tot schimmelgroei, houtrot, vermindering van de isolatiewaarde van materialen en schade aan stucwerk of behang. Naast inwendige condensatie kan vloeibaar water in een constructie ook terechtgekomen zijn door lekkages of regenpenetratie.

## Fysica achter inwendige condensatie
Condensatie treedt op als het werkelijke waterdampgehalte van de lucht boven het maximale waterdampgehalte komt. In dat geval is de relatieve vochtigheid 100%. Het maximale waterdampgehalte is de hoeveelheid waterdamp die lucht kan opnemen voordat de lucht verzadigd raakt. Als de lucht verzadigd raakt dan kan die niet meer waterdamp opnemen, zodat de overtollige waterdamp condenseert tot vloeibaar water. Het maximale waterdampgehalte is afhankelijk van de temperatuur. Warme lucht kan een hoger waterdampgehalte opnemen dan koude lucht.
De formule van de relatieve vochtigheid (RV) is:

{\displaystyle RV={\frac {p_{\text{v}}}{p_{\text{max}}}}\times 100\%}
Met pv als de aanwezige partiële waterdampdruk in pascal en pmax als maximaal opneembare partiële waterdampdruk in pascal die de lucht kan opnemen.
De maximale partiële waterdampdruk is afhankelijk van de temperatuur. De onderstaande uitklapbare tabel beschrijft de relatie tussen de luchttemperatuur (in graden Celsius of kelvin en het maximale waterdampgehalte (uitgedrukt in partiële waterdampdruk of vochtratio) dat lucht kan opnemen.
| Temperatuur in °C | Temperatuur in kelvin | Maximale waterdampdruk in pascal | Maximale vochtratio in gvocht/kgdroge lucht |
| ----------------- | --------------------- | -------------------------------- | ------------------------------------------- |
| −10               | 263,15                | 260                              | 1,60                                        |
| −9                | 264,15                | 284                              | 1,75                                        |
| −8                | 265,15                | 310                              | 1,91                                        |
| −7                | 266,15                | 338                              | 2,08                                        |
| −6                | 267,15                | 368                              | 2,27                                        |
| −5                | 268,15                | 401                              | 2,47                                        |
| −4                | 269,15                | 437                              | 2,69                                        |
| −3                | 270,15                | 476                              | 2,94                                        |
| −2                | 271,15                | 517                              | 3,19                                        |
| −1                | 272,15                | 562                              | 3,47                                        |
| 0                 | 273,15                | 611                              | 3,78                                        |
| 1                 | 274,15                | 657                              | 4,07                                        |
| 2                 | 275,15                | 705                              | 4,37                                        |
| 3                 | 276,15                | 759                              | 4,70                                        |
| 4                 | 277,15                | 813                              | 5,03                                        |
| 5                 | 278,15                | 872                              | 5,40                                        |
| 6                 | 279,15                | 935                              | 5,79                                        |
| 7                 | 280,15                | 1002                             | 6,21                                        |
| 8                 | 281,15                | 1073                             | 6,65                                        |
| 9                 | 282,15                | 1148                             | 7,13                                        |
| 10                | 283,15                | 1228                             | 7,63                                        |
| 11                | 284,15                | 1313                             | 8,15                                        |
| 12                | 285,15                | 1403                             | 8,75                                        |
| 13                | 286,15                | 1498                             | 9,35                                        |
| 14                | 287,15                | 1599                             | 9,97                                        |
| 15                | 288,15                | 1706                             | 10,6                                        |
| 16                | 289,15                | 1818                             | 11,4                                        |
| 17                | 290,15                | 1938                             | 12,1                                        |
| 18                | 291,15                | 2065                             | 12,9                                        |
| 19                | 292,15                | 2197                             | 13,8                                        |
| 20                | 293,15                | 2340                             | 14,7                                        |
| 21                | 294,15                | 2487                             | 15,6                                        |
| 22                | 295,15                | 2645                             | 16,6                                        |
| 23                | 296,15                | 2810                             | 17,7                                        |
| 24                | 297,15                | 2985                             | 18,8                                        |
| 25                | 298,15                | 3169                             | 20,0                                        |

Belangrijke parameters met betrekking tot inwendige condensatie zijn enerzijds het warmtetransport door geleiding of convectie en anderzijds vochttransport door middel van diffusie en advectie (ook wel convectie genoemd). De transportmechanismen van vocht zijn mogelijk door het feit dat de meeste bouwmaterialen poreus zijn, dat wil zeggen, er bevinden poriën in het materiaal.
Transport van waterdamp in constructies gebeurt door diffusie en convectie. Diffusie van vocht ontstaat door waterdampdrukverschillen tussen twee locaties, waarbij waterdamp zich verplaatst van een locatie met een hoge partiële waterdampdruk naar een locatie met een lagere partiële waterdampdruk. Partiële waterdampdruk is de druk die veroorzaakt wordt door waterdamp in lucht. De luchtdruk als gevolg van zuurstof, stikstof, koolstofdioxide en andere gassen hebben geen invloed op de partiële waterdampdruk.
Convectie van waterdamp ontstaat doordat lucht van een locatie met een hogere luchtdruk gaat stromen naar een locatie met een lagere luchtdruk, waarbij de waterdamp meegevoerd wordt. Deze luchtdrukverschillen kunnen ontstaan door een temperatuurverschil, omdat warme lucht een lagere dichtheid bezit dan koude lucht. Een luchtdrukverschil op gebouwniveau kan ook worden veroorzaakt door wind. Convectie is afhankelijk van de luchtdoorlatendheid van materialen en de grootte van scheuren. Veel vochtproblemen zijn gerelateerd aan vochtige lucht die stroomt van binnen naar buiten (exfiltratie). Wanneer scheuren en holten tussen isolatiedelen bestaan dan kan de vochtige binnenlucht gemakkelijk stromen, en bij koudere oppervlakten condenseren.

## Preventie
De kans op inwendige condensatie kan worden verminderd door goede ventilatie, voorkomen van exfiltratie, hogere binnentemperaturen en het goed toepassen van isolatie en dampremmende folies.
Binnenlucht in woningen is vaak vochtig door vochtbronnen zoals het menselijk lichaam en activiteiten zoals douchen en koken. Een goed middel om condensatie te voorkomen is door voldoende te ventileren bij keukens en badkamers.
Het doel van dampremmende folie is om het transport van waterdamp door de constructie te verminderen. Over het algemeen wordt de dampremmende laag geplaatst aan de warmere kant van het isolatiemateriaal. Dit betekent in Nederland en België dat de dampremmende folie wordt toegepast aan de kant van isolatie in de buurt van het binnenklimaat. De waterkerende laag aan de buitenzijde moet meer dampopen zijn dan de dampremmende laag aan de binnenzijde, zodat als er toch vocht in de constructie komt deze kan verdampen naar buiten.
Bij koudebruggen kan condensatie optreden omdat door een lagere warmteweerstand op die locatie er meer warmte verloren gaat, waardoor de temperatuur daar lager is. Door dat de temperatuur lager is, kan de lucht minder waterdamp opnemen, zodat waterdamp daar eerder condenseert.

## Berekening
Een berekeningsmethode over inwendige condensatie is de Glaser-methode. De Glaser-methode bezit verschillende zwakheden. De Glaser-methode bestaat uit 1D-berekeningen en geen 2D of 3D, waarbij men ervan uitgaat dat de temperatuur en het vochtgehalte van de binnen- en buitenlucht constant blijven. Ook de invloed van het vochtgehalte van de materialen op de warmtegeleidingscoëfficiënten wordt niet meegenomen. De Glaser-methode kijkt alleen naar geleiding van warmte en diffusie van waterdamp. De methode negeert regen, warmteconvectie, dampconvectie, zonnestraling, latente warmte en capillaire werking.
Er bestaan hygrothermische simulatiemodellen met het vermogen om tijdsveranderlijke grensvoorwaarden en meer fysische transportmechanismen mee te nemen dan de Glaser-methode, zoals de simulatiemodellen WUFI (Fraunhofer Institut), Delphin (Technische Universiteit Dresden) en HAM-BC (Technische Universiteit Eindhoven).